# Fonds Slachtofferhulp

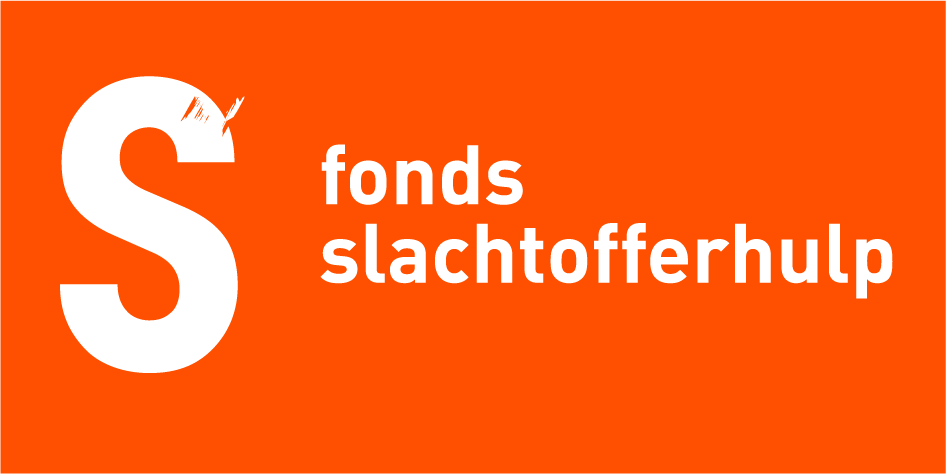
Logo Fonds Slachtofferhulp sinds maart 2020. De kleur oranje uit het originele logo is versterkt en van het blauw gescheiden. De kleur blauw uit het oorspronkelijke logo wordt uitsluitend gebruikt voor het Pieter van Vollenhoven Noodhulpfonds, ter ere van de oprichter.

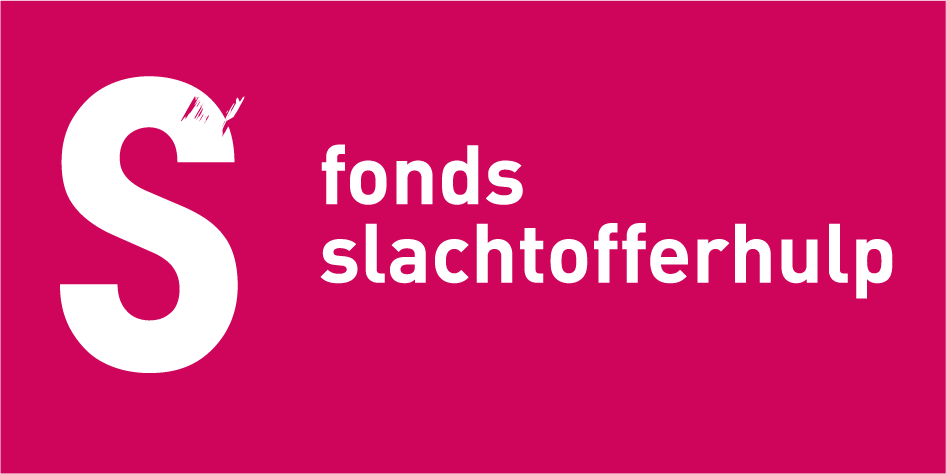
Logo Fonds Slachtofferhulp in ruby of robijnrood - deze kleur wordt online gebruikt om aan te duiden dat het gaat om wetenschappelijk en maatschappelijk onderzoek, kennisontwikkeling en onderwijs.

Het Fonds Slachtofferhulp ondersteunt, financiert en initieert projecten en onderzoek voor de verbetering van de positie van slachtoffers, nabestaanden en getuigen van misdrijven, verkeersongevallen, (online) seksueel geweld, medische incidenten en rampen in Nederland.

## Fonds Slachtofferhulp nu
Het Fonds Slachtofferhulp kan zijn werk doen dankzij de giften uit de maatschappij. Particuliere donateurs, bedrijven en VriendenLoterij vormen de ruggengraat van de organisatie. Vanaf de oprichting in 1989 groeide het Fonds Slachtofferhulp van een financier van hulpverlening tot een maatschappelijke organisatie voor slachtoffers. Fonds Slachtofferhulp werkt aan haar doelstellingen slachtoffers echt verder te helpen door middel van de programma's:
- Programma misdrijven en rechtspositie, hieronder valt ook het thema Privacy en Persvrijheid;
- Programma seksueel geweld, waarbij Online Seksueel Geweld het thema is voor 2020;
- Programma verkeersincidenten, waarbij het onderzoek TrafVic  en TrafVic voor kids centraal staat;
- Programma noodhulp, waarbij acute hulp in geld en natura wordt geboden voor bijzondere situaties;
- Programma rampen, waarbij ondersteuning en voorlichting voor slachtoffers en nabestaanden wordt geboden.

## Onmiddellijke hulp
- Slachtofferwijzer [1] en Slachtofferwijzer voor Naasten zijn belangrijke voorlichtingsplatforms voor iedereen die te maken heeft gehad met geweld, een misdrijf of ander incident.
- WTFFF!? is een belangrijk voorlichtingsplatform voor jongeren en online seksueel misbruik.[2] Jongeren kunnen hier verhalen luisteren maar ook hun eigen verhaal delen. In 2023 werkt Fonds Slachtofferhulp aan een lespakket voor jongeren rondom dit onderwerp.
- In 2021 heeft Fonds Slachtofferhulp rouwbehandeling.nl gelanceerd.[3] Op deze website over hulp bij rouw staat alle informatie over onderzoek en rouwbehandelingen na een plotseling verlies. Uniek is de rouwmeter, waarmee slachtoffers kunnen testen of zij baat hebben bij professionele hulp.
- Fonds Slachtofferhulp organiseert regelmatig onderzoeken en surveys waarbij onder meer risicobewustzijn en kwaliteit van beleid en hulpverlening in kaart wordt gebracht.

## Geschiedenis

### Het begin
In een maatschappij die niet kan voorkomen dat er slachtoffers vallen is het belangrijk dat vanuit diezelfde maatschappij een helpende hand wordt gereikt. Daarom is Fonds Slachtofferhulp in 1989 op initiatief van voorzitter prof. mr. Pieter van Vollenhoven opgericht. Met pianoconcerten van de 'Gevleugelde Vrienden' (Van Vollenhoven, Louis van Dijk en Pim Jacobs) speelde de voorzitter zelf de eerste jaren het bestedingsbudget bij elkaar. Op 11 maart 2002 vond het laatste concert plaats van het theaterprogramma 'Circle of Life'. In totaal hebben de concerten ongeveer 1,8 miljoen euro voor het goede doel opgebracht. Prof. mr. van Vollenhoven is sinds 2015 ere-voorzitter van het Fonds Slachtofferhulp.

### Steun uit het bedrijfsleven
In 1996 verbinden zeven organisaties zich als Founding Member aan het Fonds: ANWB, Canon Nederland, ING Groep, DaimlerChrysler Nederland, Publicis Groep, Staatsloterij en Wegener. Dit betekent de echte start van steun uit het bedrijfsleven voor het Fonds. Met de hulp van de Founding Members zijn veel nieuwe bedrijven Vriend van het Fonds Slachtofferhulp geworden. In de loop van de jaren zijn de Founding Members aangevuld met bedrijven die vanuit Sociaal Ondernemerschap en Maatschappelijk Verantwoord Ondernemen (MVO) hun naam en inspanning actief willen verbinden aan de doelstellingen van het Fonds.   

### Particuliere donateurs
Vanaf 1997 neemt de groei van Fonds Slachtofferhulp een nieuwe vlucht met het begin van de werving van particuliere donateurs. Slechts drie jaar later mag het Fonds al rekenen op de steun van 50.000 donateurs. De Sponsor Bingo Loterij benoemt in 1998 Fonds Slachtofferhulp als A-beneficiant met een jaarlijks bedrag uit de loterijopbrengsten. Al in 1999 voldoet het Fonds aan de normen van het CBF-keur voor goede doelen. Het Fonds Slachtofferhulp heeft de ANBI status.

## Organisatie en bestuur
Fonds Slachtofferhulp kent een platte organisatiestructuur en een klein team van ongeveer 30 medewerkers. Aan het hoofd staat directeur-bestuurder Ineke Sybesma. Het Fonds telt de volgende afdelingen:
- Beleid en Programma’s;
- Communicatie & Marketing;
- Fondsenwerving & Marktontwikkeling;

### Raad van Toezicht
Het Fonds heeft een betrokken en deskundige Raad van Toezicht. De Raad van Toezicht staat onder leiding van voorzitter Ab van der Touw. En bestaat uit:
- Drs. A.F. van der Touw
- G.H.A.M. Hurks
- Mr. F.F.M. van Oranje
- Ir. J.N.K. Bierman MBA
- Prof. Dr. R.M. Letschert
- Drs. I.C. Bryan
- Drs A.P. Visser

### Erevoorzitter
In een maatschappij waarin we niet kunnen voorkomen dat er slachtoffers vallen, is het belangrijk dat vanuit diezelfde maatschappij een helpende hand wordt gereikt. Daarom is Fonds Slachtofferhulp in 1989, op initiatief van voorzitter prof. mr. Pieter van Vollenhoven, opgericht. Tot eind 2015 gaf hij leiding aan het bestuur. Ook in zijn nieuwe rol als erevoorzitter zet hij zich met hart en ziel in voor het Fonds.